# Gliese 526
Gliese 526 (GJ 526 / HD 119850) es una estrella en las cercanías del sistema solar que se encuentra a 17,6 años luz de distancia. Situada en la constelación de Bootes, es la estrella más próxima en esta constelación.
Las estrellas más cercanas a Gliese 526 son GJ 2097, Wolf 424 y ξ Bootis, a 4,9, 6,4 y 6,9 años luz respectivamente. De magnitud aparente +8,46, su débil brillo hace que no sea observable a simple vista.
Gliese 526 es una enana roja de tipo espectral M1.5V con una temperatura efectiva de 3662 K.Brilla con una luminosidad bolométrica igual al 3% de la luminosidad solar aunque en banda K —en el infrarrojo cercano— su luminosidad alcanza el 11% de la del Sol y tiene una masa de 0,50 masas solares y un radio equivalente al 49% del radio solar. Su velocidad de rotación proyectada es de 1,0 km/s, lo que conlleva un período de rotación de menos de 29,50 días.Además, presenta una metalicidad claramente inferior a la solar, con una abundancia relativa de hierro aproximadamente la mitad que en el Sol ([Fe/H] = -0,31).
Está catalogada como una posible estrella fulgurante, recibiendo la denominación de variable provisional NSV 6431.
Gliese 526 se mueve a una velocidad de 61 km/s en relación con el sistema solar, valor más alto que el habitual para otras estrellas cercanas.
Asimismo, su órbita galáctica es considerablemente más excéntrica que la del Sol (e = 0,40).